# Dan O'Brien
Dan O'Brien, född 18 juli 1966 i Portland, Oregon, USA är en amerikansk tidigare friidrottare, som tävlade i mångkamp.
O'Brien var en av tiokampens stora profiler under 1990-talet med tre raka VM-guld i tiokamp och OS-guld i tiokamp från OS 1996 i Atlanta. 
I september 1992 noterade O'Brien 8891 poäng i en tävling och slog därmed Daley Thompsons åtta år gamla världsrekord. O'Brien behöll världsrekordet i sju år innan det slogs av den tjeckiska mångkamparen Tomáš Dvořák. O'Brien hade även världsrekordet i manlig sjukamp från inomhus-VM 1993 i 17 år till 2010 då det slogs av amerikanen Ashton Eaton. 

## Personliga rekord
- Sjukamp - 6 476 poäng
- Tiokamp - 8 891 poäng